# 達爾縣
達爾縣是印度的一個縣，位於該國中部，由中央邦負責管轄，面積8,153平方公里，識字率為60.57%，人口在2001至2011年期間增長25.53%，2011年人口2,184,672，人口密度每平方公里268人。

## 外部連結
- Dhar district web site （页面存档备份，存于）
- （页面存档备份，存于） List of places in Dhar

22°36′N 75°18′E / 22.600°N 75.300°E